# Seddok, l'erede di Satana
Seddok, moștenitorul lui Satan (titlu original: Seddok, l'erede di Satana) este un film SF de groază alb-negru italian  din 1960 regizat de Anton Giulio Majano. În rolurile principale joacă actorii Alberto Lupo, Susanne Loret și Sergio Fantoni.

## Distribuție
| Actor                         | Rol                 |
| ----------------------------- | ------------------- |
| Alberto Lupo                  | Prof. Alberto Levin |
| Susanne Loret                 | Jeanette Moreneau   |
| Sergio Fantoni                | Pierre Mornet       |
| Franca Parisi⁠(it)[traduceți]  | Monique Riviere     |
| Andrea Scotti⁠(it)[traduceți]  | grădinarul          |
| Rina Franchetti               |                     |
| Roberto Bertea⁠(it)[traduceți] | Sacha               |
| Ivo Garrani                   |                     |
| Glamor Mora                   |                     |
| Gianna Piaz⁠(it)[traduceți]    |                     |